# Agualada (Coristanco)
Agualada (llamada oficialmente San Lourenzo da Agualada) es una parroquia española del municipio de Coristanco, en la provincia de La Coruña, Galicia.
Es un destacado centro de peregrinación en la comarca de Bergantiños. Esta iglesia, especialmente activa el primer domingo de cada mes y el 13 de junio, atrae a numerosos devotos para venerar a San Antonio de Padua. El actual templo parroquial fue construido entre 1907 y 1910, reemplazando una iglesia anterior que estaba en mal estado y ubicada cerca del actual cementerio. La decisión de trasladar la iglesia a principios del siglo XX fue impulsada tanto por el párroco de ese momento como por los feligreses.

## Otras denominaciones
La parroquia también es conocida por el nombre de San Lorenzo de Agualada.

## Entidades de población
Entidades de población que forman parte de la parroquia:
- Agrilloy de Abaixo (Agrilloi de Abaixo)
- Agrilloy de Arriba (Agrilloi de Arriba)
- Anido (O Anido)
- Bormoyo (Bormoio)
- Brañeira (A Brañeira)
- Figueiroa
- Outeiro (O Outeiro)
- Salgueiras
- O Cerrapio
- O Cubo
- A Fieiteira
- A Pedreira

## Demografía
| Gráfica de evolución demográfica de Agualada entre 2000 y 2019 |
|                                                                |
| Datos según el nomenclátor publicado por el INE.               |